# Benjamin d'Urban
Benjamin d'Urban (1777– 25. maj 1849) var en britisk generalmajor og koloniadministrator som er bedst kendt for sin grænsepolitik, da han var guvernør i Kapkolonien.
D'Urban var født i Halesworth og sluttede sig til British Army i 1793 som kornet i Queen's Bay i en alder af seksten. Han gjorde hurtig fremgang i hæren og udmærkede sig i halvøskrigen, hvor han blev stabschef for William Carr Beresford. Han deltog i alle de vigtigste belejringer og slag.